# ثلاثي (موسيقى)
الثلاثي (بالإنجليزية: Trio)‏ مصطلح يطلق في أغلب الأحوال علي أي عمل موسيقي يقوم ثلاثة أشخاص بالاشتراك في تقديمه من خلال فرقة موسيقية.

## استخدامات المصطلح

### في الموسيقي الكلاسيكية
في الموسيقي الكلاسيكية، يستخدم لوصف فرقة موسيقية مكونة من ثلاثة أفراد تقوم بأداء وعزف أحد المؤلفات الموسيقية. والنمط الشائع له هو في موسيقي الحجرة حيث يتم العزف علي أحد الشكلين:
- ثلاثي للبيانو: حيث تشترك فيه آلات البيانو والكمان والتشيللو.
- ثلاثي الآلات الوترية: حيث تشترك فيه آلات الكمان والتشيللو.

ويستخدم في هذا النوع من الموسيقي أيضا لوصف أحد مراحل النمط الثلاثي وهو أحد الحركات التي تشكل بناء السيمفونية.

### في موسيقي المارش
يستخدم هذا المصطلح لوصف القسم الثالث من موسيقي المارش.

### في موسيقي الروك
في موسيقى الروك، يشترك فية ثلاثة آلات وهي الجيتار الكهربائي والباص الكهربائي وطبلة الطبل

### في الغناء
- من الممكن أيضا استخدامه لوصف عمل غنائي يقوم بأداؤه ثلاثة مطربين وإن كان الاستخدام الموسيقي هو الأكثر انتشارا.